# Sjarhej Balanovitsj
Sjarhej Balanovitsj, Wit-Russisch: Сяргей Балановіч; Russisch: Серге́й Баланович, (Pinsk, 29 augustus 1987) is een Wit-Russische voetballer die als middenvelder uitkomt voor Amkar Perm in de Russische Premjer-Liga.
Hij begon bij Volna Pinsk en speelde van 2008 tot en met 2014 voor Sjachtjor Salihorsk. Met die club won hij in het seizoen 2013/14 de Wit-Russische voetbalbeker.
Balanovitsj maakte zijn debuut voor het Wit-Russisch voetbalelftal op 7 juni 2012 tegen Litouwen (1-1). Zijn eerste interlanddoelpunt maakte hij op 12 november 2012; thuis tegen Israël (2-1).